# Patrick Blair
Pour les articles homonymes, voir Blair.
Patrick Blair est un médecin et botaniste écossais, né à Dundee à une date inconnue, mort à Boston (Lincolnshire) en 1728. 

## Biographie
Il exerce d'abord la médecin dans sa ville natale, mais son attachement aux Stuart lui vaut d'être emprisonné en 1715 ; il vient ensuite à Londres où il est reçu membre de la Royal Society, avant de se retirer à Boston.
Scientifique réputé, il eut cependant le tort de combattre avec trop de partialité le botaniste James Petiver (v. 1663-1718) qui soutenait avec raison que les plantes de la même famille ou du même groupe possèdent généralement des propriétés physiologiques et thérapeutiques semblables.

## Publications
- Osteographia elephantina (Londres, 1718, in-4)
- Botanic essays (Londres, 1720, in-8)
- Pharmacobotanologia, or an alphabetical and classical dissertation on all the British indigenous and garden-plants of the new London dispensatory (Londres, 1723-1728, 6 décades in-4; ce dictionnaire s'arrête à la lettre H).

## Source
Cet article comprend des extraits du Dictionnaire Bouillet. Il est possible de supprimer cette indication, si le texte reflète le savoir actuel sur ce thème, si les sources sont citées, s'il satisfait aux exigences linguistiques actuelles et s'il ne contient pas de propos qui vont à l'encontre des règles de neutralité de Wikipédia.